# Мигание
Мигание или моргание — врождённый физиологический защитный рефлекс; представляющий собой полуавтономное быстрое закрытие века. 

Мигание

Одиночное моргание определяется сильным закрытием века или инактивацией верхней мышцы, поднимающей веко, и активацией пальпебральной части круговой мышцы глаза, а не полным открытием и закрытием. Это важная функция глаза, которая помогает распределить слёзы и удалить раздражители с поверхности роговицы и конъюнктивы.
Моргание может иметь и другие функции, поскольку оно происходит чаще, чем необходимо, просто для того, чтобы сохранить смазку глаз. Исследователи считают, что моргание может помочь отвлечь внимание; после начала моргания корковая активность снижается в дорсальной сети и увеличивается в сети режима по умолчанию, связанной с внутренней обработкой данных. На скорость моргания могут влиять такие факторы, как усталость, травма глаз, прием лекарств и болезни. Скорость моргания определяется «центром моргания», но на неё может влиять и внешний раздражитель.
Некоторые животные, например черепахи и хомяки, моргают глазами независимо друг от друга. Люди используют подмигивание (моргание только одним глазом) как форму языка тела.